# Пятница, 13-е — Часть 2
«Пятница, 13-е — Часть 2» (англ. Friday, The 13th. Part 2) — американский слэшер 1981 года, второй из серии фильмов о Джейсоне Вурхизе, снятый режиссёром Стивом Майнером, который также поставил и третий фильм, по сценарию Рона Куртца. Первый фильм, в котором убийцей стал сам Джейсон. Фильм оказался довольно успешным в коммерческом плане, став лидером проката после премьеры 1 мая 1981 года.

## Сюжет

### Пролог
Джейсон Вурхиз выслеживает, а затем и убивает последнюю выжившую в кровавой бойне, устроенной Памелой Вурхиз в лагере на берегу Хрустального озера, — Элис Харди. Перед смертью Элис находит у себя в холодильнике голову Памелы Вурхиз. Девушка погибает прямо в своём доме от рук Джейсона, мстящего за смерть матери, однако её тело так и не находят.

### Сюжет
Пять лет спустя лагерь вновь собирается открыться. Ральф вновь предупреждает новую команду вожатых о нависшей над ними опасности, однако кто будет слушать сумасшедшего? Возглавляет компанию вожатых молодой человек по имени Пол, который искренне считает, что основная опасность для людей в этих краях — это медведи. В первую же ночь Пол рассказывает ребятам легенду о мальчике по имени Джейсон Вурхиз и о том, как каждую пятницу 13-го числа, в свой день рождения, он возвращается из мёртвых, чтобы отомстить за смерть матери.
В ту же ночь в лагере разворачиваются ужасные кровавые события, начиная со смерти Ральфа. Двоих вожатых, Сандру и Джеффа, находит полиция — ребята зашли на частные владения, и их возвращают в лагерь, где Пол договаривается с полицейским о небольшом наказании для них. По дороге в участок офицер видит таинственного мужчину, начинает преследовать его и вскоре становится жертвой убийства.
Тем временем большая часть вожатых уезжает на вечеринку, в числе которых Пол, Джинни и Тед. В лагере остаются шестеро ребят: Сандра, Вики, Терри, Марк, Скотт и Джефф. Первой жертвой убийцы в мешке становится Скотт — он попадает в ловушку, и маньяк с помощью мачете перерезает ему горло. Второй жертвой становится Терри — маньяк убивает девушку и забирает её тело к себе в хижину. Следующим погибает инвалид Марк — он сталкивается с маньяком и получает удар мачете в лицо. Затем наступает очередь Сандры и Джеффа — убийца находит ребят в кровати и прокалывает их обоих копьём насквозь. Шестой и последней погибает Вики — девушка сталкивается с убийцей и получает удар ножом.
Между тем, Пол и Джинни возвращаются в лагерь и обнаруживают, что в главной хижине отключён свет, а простыни наверху все в крови. На Пола нападает незнакомец в пищевом мешке, а Джинни убегает прочь и оказывается в заброшенной хижине в лесу, где находит некое подобие алтаря, на котором лежит голова, принадлежащая Памеле Вурхиз. Рядом её одежда, трупы недавно убитых Терри и офицера и скелет пропавшей Элис Харди. Джинни понимает, что мужчина с мешком на голове — Джейсон, вовсе не утонувший в озере и живший все эти годы в лесу. Джинни надевает на себя свитер миссис Вурхиз и, притворяясь матерью маньяка, пытается управлять им. Однако Джейсон понимает, что перед ним не его мать, когда видит голову на алтаре — он нападает на Джинни, но в этот момент в домике появляется Пол, который спасает девушку. Пока Пол борется с ним, Джинни хватает мачете и вонзает его Джейсону в плечо. Полагая, что они убили его, молодые люди возвращаются в свой домик в лагере. Однако в окно неожиданно впрыгивает Джейсон и нападает на Джинни.
Девушка в шоковом состоянии приходит в себя уже в скорой помощи, задавая лишь один-единственный вопрос: «Где же Пол?».

## В ролях
- Эми Стил — Джинни Филд
- Джон Фьюри — Пол Холт
- Эдриан Кинг — Элис Харди
- Стью Чарно — Тед Боуэн
- Марта Кобэр — Сандра Дайер
- Билл Рэндольф — Джефф Дансберри
- Лорен-Мари Тейлор — Викки Перри
- Том МакБрайд — Марк Джарвис
- Кирстен Бейкер — Терри Мак-Карти
- Рассел Тодд — Скотт Чейни
- Уолт Горни — Ральф
- Джек Маркс — Офицер Уинслоу
- Стив Даскевиш — Джейсон Вурхиз
  - Уоррингтон Жиллетт — Джейсон Вурхиз (без маски)
- Бетси Палмер — Памела Вурхиз
  - Конни Хоган — Памела Вурхиз (в финальной сцене)

Хотя в титрах Уоррингтон Жиллетт указан именно как исполнитель роли Джейсона, а Стив Даскевиш — как его дублёр, Жилелетт снимался только в финальной сцене, где Джейсон разбивает окно, а все предыдущие сцены снимались с участием Даскевиша. Однако именно Жиллетт был официально утверждён на роль Джейсона (перед этим он пробовался на роль Пола), но он не был каскадёром, поэтому был нанят Даскевиш. Во всех последующих фильмах, которые использовали кадры с Джейсоном из второй части, его исполнителем в титрах указан именно Даскевиш.
Изначально Элис Харди должна была стать постоянной героиней последовавших сиквелов франшизы, но когда Эдриан Кинг попросили вновь исполнить роль Элис, актриса с трудом согласилась, попросив взамен свести её экранное время к минимуму — в тот период актрису преследовал сумасшедший фанат, который вломился в её квартиру, и девушка очень боялась за свою безопасность, но в то же время она была не против появиться в других частях. Вся сцена с участием Кинг не имела никакого сценария, поэтому сама Кинг только на съёмочной площадке узнала, что Джейсон убьёт Элис, а её телефонный разговор с матерью был полностью сымпровизирован.
Бэтси Палмер, сыгравшую Памелу Вурхиз, с трудом уговорили вернуться к роли — кадры с её участием сняли на чёрном фоне за полдня в Лос-Анджелесе, где она тогда находилась. Интересно, что во время конвенции в Черри-Хилл в Нью-Джерси в 2003 году Бэтси Палмер сказала, что она снялась только в первом фильме, очевидно, забыв о втором — в своё время актриса заявила, что никогда не смотрела вторую часть".

## Производство

### Концепция
После успеха первого фильма боссы студии «Paramount Pictures» практически сразу приняли решение о съёмках сиквела. Получив права на мировой прокат, Френк Манкузо-Старший заявил: «Мы хотим снять фильм, на который будут стоять огромные очереди жаждущих узнать, что произойдёт в продолжении». Первоначально планировалось, что новые фильмы будут выходить ежегодно и не будут никак связаны друг с другом. Фил Скудэри — один из трёх владельцев кинотеатров «Esquire Theaters» вместе со Стивом Минасяном и Бобом Барсамяном — настоял на том, чтобы главным злодеем будущей франшизы стал Джейсон Вурхиз, несмотря на то, что его появление в финале первого фильма не было реальным, а лишь показалось героине Элис. Стиву Майнеру, ассоциативному продюсеру первой картины, понравилась эта идея, и он занял режиссёрское кресло первых двух сиквелов картины после того, как Шон Каннингем отказался вернуться в этой роли к работе над продолжениями — ему показалась совершенно бредовой идея того, что Джейсон не утонул и все эти годы скрывался в лесу, но по какой-то причине не вступал в контакт с матерью. Майнер привлёк к работе многих членов съёмочной группы, работавших над первым фильмом.

### Съёмки
Съёмки картины проходили с 3-го октября по ноябрь 1980 года в штате Коннектикут, в США.
Во время съёмок актёры жили в хижинах своих персонажей. Однажды Джон Фьюри (Пол), Билл Рэндальф (Джефф) и Расселл Тодд (Скотт) решили подшутить над Лорен-Мэри Тэйлор (Викки), в результате чего у неё случилась гипервентиляция с последующей потерей сознания.
Роль Джейсона сыграли два человека — Стив Даскевиш и Уоррингтон Жилетт. Большую часть фильма отыграл Дэш, и лишь в финале, где Джейсон показан без маски (когда он вламывается в окно позади Джинни), его играет Жилетт. Он первоначально пробовался на роль Пола, но впоследствии был утверждён на роль Джейсона, однако, ввиду того, что он не был каскадёром, был нанят Дэш. Именно поэтому он и упомянут в титрах в качестве Джейсона. В последующих частях франшизы, где использованы кадры с Джейсоном из второй части, в титрах стоит только имя Дэша.
Стив Даскевиш был отправлен в больницу после того, как Эми Стил попала мачете по его среднему пальцу. Актриса объясняет случившееся: «Всё произошло не так, как должно было, — он не успел поставить свою кирку в нужное положение, как было задумано для съёмок, и я попала ему по пальцу». В итоге актёру на палец наложили 13 швов, затем резиновый жгут, и они вдвоём сделали множество дублей, чтобы отснять сцену.
Финальную сцену, где Джейсон пробивает окно, снимали в три дубля — Уоррингтон Жилетт не смог выполнить свои трюки сам: выпрыгнуть из окна, разбив собою стекло. Съёмочной группе пришлось исхитриться и построить специальное сооружение, чтобы создать видимость того, что Джейсон пробивается сквозь стекло.

### Грим
Для работы над спецэффектами изначально приглашали Тома Савини, работавшего над первой частью «Пятницы», но тот отказался, предпочтя ленту «Сожжение» (англ. The Burning) Тони Мэйлэма. Вместо Савини художником по спецэффектам стал Карл Фуллертон — тот самый, который впоследствии получит премию «Сатурн» за аналогичную работу в «Молчании ягнят».

### Музыка
Музыку к фильму вновь написал композитор Гарри Манфредини.

## Удалённые сцены
Из фильма было вырезано 48 секунд, чтобы смягчить рейтинг, избежав присвоения рейтинга X. Следующие сцены были сокращены или полностью удалены:
- Крупный план сцены, в которой погибают Джефф и Сандра. Несмотря на это, кадр, изображающий их смерть, появляется на многих промоматериалах, включая и обложки видеоизданий.
- Крупный план сцены, в которой погибает Ральф.
- Была изменена версия сцены, в которой у головы Памелы Вурхиз в хижине Джейсона открыты глаза. Авторы посчитали, что это выглядит неправдоподобным.
- Крупный план сцены, в которой лицо Марка разбивается на две части после удара мачете.
- Была сокращена сцена с обилием крови после того, как Джейсон ударяет полицейского молотом по голове.
- Была вырезана сцена-флэшбэк, в которой миссис Вурхиз отрубают голову.
- Была сокращена сцена, в которой из горла Элис обильно течёт кровь.
- Была сокращена сцена, в которой Джейсон порезал горло Скотту.

### Альтернативный финал
По слухам, Джон Фьюри покинул съёмочную площадку до того, как закончились съёмки картины, так как его герой не появляется в конце. На самом же деле, его герой и не должен был быть в финале — в удалённых сценах есть фрагмент, в котором Джинни спрашивает, где Пол, а затем в кадре появляется голова миссис Вурхиз — она открывает глаза и улыбается, давая понять, что Джейсон убил Пола. Интересно, что в финальной сцене — той, что вошла в фильм — когда кадр замирает на голове миссис Вурхиз заметно, что это не чучело, а актриса в гриме.

## Факты
- По мотивам сценария фильма был написан одноименный роман «Friday, the 13th. Part II: A Novel», выпущенный в 1988 году издательством «New American Library» (ISBN 0-451-15337-5). Книгу написал Саймон Хоук (англ. Simon Hawke)[11].
- Элис и Ральф — единственные выжившие первой части. И их обоих убивает Джейсон в продолжении. Кроме того, их персонажей не называют по имени.
- Общее число убитых — 9, не считая 3 трупа, показанных во вступительной сцене и возможной смерти Пола.
- Убийца в фильме выглядит точь-в-точь, как в картине «Город, который боялся заката» (1976).
- Джинни находит труп Психа Ральфа в кладовке. Нечто похожее уже случалось с Ральфом в первой части.
- Со своим мешком на голове Джейсон Вурхиз выглядел копией Джона Меррика из «Человека-слона» Дэвида Линча, что явилось дополнительной причиной для негативных критических отзывов.
- Первое появление Джейсона в кадре — ноги маньяка, наблюдавшего за Элис. Это единственный случай, когда роль Джейсона исполнила женщина — Эллен Латтэр, дизайнер по костюмам фильма[12].
- Стив Дэш не был упомянут в титрах как исполнитель роли Джейсона, хотя его экранное время гораздо больше, чем у Уоррингтона Жилетта. В следующей же части, именно имя Дэша упоминается в титрах[7].

## Релиз
Картина была выпущена 1 мая 1981 года в 1 350 кинотеатрах.

### Слоганы
Фильм выходил со следующими слоганами:
- «Список жертв пополнится…» (англ. The body count continues...)
- «А Вам казалось, что в лагере стало безопасно…» (англ. Just when you thought it was safe to go back to camp...)
- «День, когда Вы познали ужас, ещё не окончился…» (англ. The day you count on for terror is not over.)

### Кассовые сборы
В премьерные выходные картины собрала $6 429 784, став лидером проката. Сборы в США составили $21 722 776 при бюджете $1 250 000.

### Критика
Как и в случае с первым фильмом, новую часть сериала ждал коммерческий успех, однако она была плохо принята критиками. Основываясь на 30 обзорах на сайте Rotten Tomatoes картина получила лишь 28 % одобрительного рейтинга и заслужила 4,4 балла из 10. На Metacritic средневзвешенный балл составляет 26 из 100, что указывает на «в целом неблагоприятные отзывы». Роджер Эберт из Chicago Sun-Times присвоил фильму 1 звезду из 4, заметив, что «В год выходит несколько десятков картин, в которых сумасшедший маньяк терроризирует группу подростков, и, к сожалению, все они так же плохи, как и этот фильм».

### Признание
По опросу американского журнала ужасов  Fangoria  вторая часть «Пятницы, 13-е» была названа худшим фильмом ужасов 1981 года.
Финальная сцена, в которой Джейсон выпрыгивает на героиню через окно, считается классической сценой жанра. Кроме того, на 82-й церемонии вручения премии «Оскар» фрагмент, в котором Джейсон поднимает свой нож, прежде чем убить Вики, был показан в монтаже-трибуту, посвящённому жанру ужасов.

### Видео
Во многих странах мира фильм издавался на VHS и DVD ased in a 4-disc DVD collection along with the first, third, and fourth films in the series.. . Официально в России фильм выходил на видео-кассетах от «Премьер Мультимедиа».